# Getklövtjärnen, Jämtland
Getklövtjärnen är en sjö i Strömsunds kommun i Jämtland och ingår i Ångermanälvens huvudavrinningsområde.